# Harald Baumann (Chemiker)
Harald Baumann (* 1951) ist ein deutscher Chemiker auf dem Gebiet der Photopolymerisation.

## Leben
Baumann studierte Chemie an der Technischen Hochschule Merseburg und promovierte 1979 bei Hans-Joachim Timpe. Nach einem Aufenthalt an der Staatlichen Lomonossow-Universität Moskau habilitierte er sich 1986 auf dem Gebiet der photochemischen Elektronenübertragungen und deren Nutzen für die Photopolymerisation an der Technischen Hochschule Leuna-Merseburg. Von 1984 bis 1992 arbeitete Baumann in der Filmfabrik ORWO Wolfen zunächst als Leiter der Forschungsabteilung für silberfreie Aufzeichnungsmaterialien, später als Leiter der gesamten Forschung. 1992 wechselte er zur Kodak Graphic Communications GmbH in Osterode am Harz, wo er bis zum Eintritt in die Rente im Jahre 2016 als Leiter der Forschungsabteilung für negativ-arbeitende Druckplatten tätig war.

## Auszeichnungen
- 1986: Friedrich-Wöhler-Preis

## Publikationen
Harald Baumann ist der Autor von mehr als sechzig wissenschaftlichen Publikationen und von nahezu neunzig Patenten. Während sich frühe wissenschaftliche Arbeiten oft mit Elektronenübertragungsprozessen und Photopolymerisationen beschäftigen, behandeln spätere Arbeiten häufig chemische Aspekte des Offsetdrucks. Baumann gehört zu den Autoren des Artikels über Abbildungstechnologien in Ullmanns Enzyklopädie der Technischen Chemie.